# Fiume Russell (Queensland)
Il fiume Russell è un corso d'acqua che scorre nel Queensland, in Australia. È lungo circa 59 km e si trova a 60 km a sud di Cairns.
Questo fiume si origina nel Parco nazionale Wooroonooran dal drenaggio del Bellenden Ker Range, al di sotto del Monte Bartle Frere e il Bellenden Ker. Nelle sue diramazioni più alte, il corso d'acqua si allarga sempre di più mentre scorre verso sud-est uscendo dal Parco Nazionale. Il fiume, scorrendo da nord verso est, si unisce al Josephine Creek e genera le Josephine Falls. Il Russell scorre anche ad est di Babinda e poi nel Russell River National Park.
Il fiume raggiunge la sua confluenza con il Mulgrave in una foce a estuario, con il Mulgrave che scorre verso est per una piccola distanza per svuotarsi nel Mar dei Coralli attraverso una piccola insenatura, la Mutchero Inlet. L'acqua del fiume è sfruttata per le coltivazioni di zucchero sulle pianure costiere che circondano le diramazioni a valle del fiume Russell.
Il fiume Russell ha un bacino idrografico stimato di 669 km2 di cui circa 68 km2 sono zone paludose. Il fiume, nella sua corsa da circa 60 km, scende da un'altitudine di 206 metri fino al livello del mare. Il fiume è anche sfruttato per il rafting.
Insieme al Mulgrave, il fiume Russell ha causato notevoli inondazioni da quando è stato scoperto, con le prime testimonianze risalenti all'inizio degli anni 1930.